# بيلي دراغو
بيلي دراغو (بالإنجليزية: Billy Drago)‏ مواليد 30 نوفمبر 1945 في هوغوتون، الولايات المتحدة، هو ممثل أمريكي بدأ مسيرته الفنية سنة 1979.

## الأعمال
- بال رايدر
- الممنوع لمسهم
- ذا دلتا فورس 2
- سايبورغ 2
- الملفات الغامضة
- المسحورات
- خارق للطبيعة

## روابط خارجية
- بيلي دراغو على موقع IMDb (الإنجليزية)
- بيلي دراغو على موقع روتن توميتوز (الإنجليزية)
- بيلي دراغو على موقع ألو سيني (الفرنسية)
- بيلي دراغو على موقع أول موفي (الإنجليزية)
- بيلي دراغو على موقع قاعدة بيانات الأفلام السويدية (السويدية)
- بيلي دراغو على موقع إن إن دي بي (الإنجليزية)
- بيلي دراغو على موقع قاعدة بيانات الفيلم (الإنجليزية)
- بيلي دراغو على موقع كينوبويسك (الروسية)